# Georges Fontaine
Georges Jean Paul Fontaine (* 8. August 1900 in Paris; † 1969) war ein französischer Kunsthistoriker.
Georges Fontaine, Sohn des Industriellen Lucien Fontaine, besuchte die École Gerson und das Lycée Janson de Sailly in Paris sowie das Lycée Pasteur in Neuilly-sur-Seine. Anschließend studierte er an der Universität Paris und der École du Louvre.
Ab 1929 arbeitete er für die Réunion des musées nationaux, zunächst am Musée national de Fontainebleau, ab 1930 am Louvre in Paris, zunächst als Attaché, ab 1934 als Conservateur-adjoint und von 1942 bis 1944 als Conservateur en chef (Leiter) des Département des objets d’art. Anschließend wurde er Administrateur général des Mobilier national und der Gobelin-Manufaktur in Paris. 1950 wurde er Inspecteur général de l'enseignement des beaux-arts.